# Lobogeniates palleolus
Lobogeniates palleolus är en skalbaggsart som beskrevs av Ohaus 1917. Lobogeniates palleolus ingår i släktet Lobogeniates och familjen Rutelidae. Inga underarter finns listade i Catalogue of Life.